# ورزشگاه داس آنتاس
ورزشگاه داس آنتاس (انگلیسی: Estádio das Antas)، یک ورزشگاه فوتبال در شهر پورتو، پرتغال بود. این ورزشگاه محل برگزاری بازی‌های خانگی باشگاه فوتبال پورتو از سال ۱۹۵۲ تا ۲۰۰۴ بود. گنجایش ورزشگاه ۵۵۰۰۰ نفر بود.